# Гуго II (герцог Бургундии)
Гуго (Юг) II Тихий (фр. Hugues II Pacifique, ок. 1085 — вскоре после 16 февраля 1143, похоронен в аббатстве Шато) — герцог Бургундии с 1103, сын герцога Бургундии Эда I и Сибиллы Бургундской, дочери Гильома I, графа Бургундии.

## Биография
В 1109 году Гуго воевал под знаменами короля Франции Людовика VI против короля Англии Генриха I, хотя последнему в 1111 году удалось объединить знатных феодалов Франции, включая Гуго I Шампанского, графа Труа и его внука Тибо II Шампанского, графа Блуа, Мо, Шартра и Шатодена, против Людовика VI. Восстание закончилось в 1113 году договором с Генрихом I, чьи права на Англию и графство Мэн были признаны Людовиком. Гуго оставался верным Людовику VI в последующие годы, полные конфликтов между Людовиком и Генрихом I.
Около 1116 года Гуго женился на Матильде, дочери Готье, сеньора Майенна.
В 1124 году Генрих I вступил в союз с императором Священной Римской империи Генрихом V, который вторгся в Шампань, подойдя к Реймсу, где он остановился, благодаря войску, в котором также находились отряды Гуго II. Генрих V был вынужден вернуться в Германию.
Кроме этих двух конфликтов, Гуго не участвовал в подавлении других восстаний. Он умер в 1143 году, передав герцогство старшему сыну Эду.

## Брак и дети
Жена: с ок. 1116 Матильда (ум. 8 февраля после 1162), дочь Готье, сеньора Майенна. Дети:
- Клеменса (р. 1117); муж: Жоффруа III (ум. 1157), сеньор де Донзи
- Анжелина (Айгелина, Алина) (ок. 1118—после 1167); муж с ок. 1130: Гуго I (ум. 1155), граф де Водемон
- Эд II (ок. 1120—26 или 27 сентября 1162), герцог Бургундии с 1143
- Готье II (ум. 7 января 1180), архиепископ Безансона с 1162
- Гуго Рыжий (ок. 1122—23 или 24 апреля 1171), сеньор де Навиль по праву жены Изабеллы де Шалон
- Роберт (ок. 1122—18 июля 1140), епископ Отёна
- Генрих (Анри) (ум. 1 марта 1170), сеньор де Флавиньи, епископ Отёна
- Раймунд (ок. 1125—28 июня 1156), граф де Гриньон и сеньор де Вато, сеньор де Монпансье по праву жены (с о.1140) Агнессы де Монпансье.
- Сибилла (ок. 1126—19 сентября 1150); муж с 1149: Рожер II (22 декабря 1095—26 февраля 1154), король Сицилии
- Дуцисса (р. ок. 1128): Раймунд де Грансе, сеньор де Грансе
- Арембурга (р. 1130/1132)
- Матильда (ок. 1135—до 29 сентября 1173); муж с 25 февраля 1157: Гильом VII (ум. 29 сентября 1172/май 1173), сеньор де Монпелье